# ブルトラム
ブルトラム（トルコ語: BurTram）は、トルコの都市・ブルサの路面電車。超低床電車が使用されている近代的なライトレール路線とドイツで使用されていた旧型車両が用いられる保存路面電車路線が存在し、2023年現在は地下鉄（ブルサライ）や路線バスなどの公共交通機関と共にブルサ都市圏自治体が所有するブルラス（BURULAŞ）によって運営されている。

## 概要
ブルサ市内における路面電車の建設計画は20世紀初頭の時点で存在しており、第一次世界大戦を経て運営組織の設立、発電所や車庫などの建設工事が行われたがこの時点で路面電車の開通は実現せず、発電所の電力も各種産業に転用された。以降も路面電車の導入は長らく行われなかったが、2011年に保存路面電車であるT3号線の建設が始まり、同年の5月28日と11月5日の2段階に分けて営業運転が開始された。そして、翌2012年からは本格的な路面電車（ライトレール）路線であるT1号線の建設が進められ、2013年10月12日に開通した。
その後はT1号線から分岐するT2号線の計画が進められたが、不安定な経済情勢やインフレの影響により建設開始は当初の計画よりも遅れ、営業運転が開始されたのは2022年7月2日となった。これを含め、2023年現在ブルトラムは以下の3つの系統で運行が行われている。
| 系統名 | 起点         | 終点        | 電停数 | 総延長 | 軌間    | 参考・備考   |
| ------ | ------------ | ----------- | ------ | ------ | ------- | ------------ |
| T1     | Knet Meydanı | Arabayatağı | 16箇所 | 6.0km  | 1,435mm | 環状線       |
| T2     | Knet Meydanı | Terminal    | 11箇所 | 8.3km  | 1,435mm |              |
| T3     | Zafer Plaza  | Çınarönü    | 9箇所  | 2.2km  | 1,000mm | 保存路面電車 |

## 車両
2023年現在、ブルトラムで使用されている車両は以下の通り。T1号線・T2号線ではトルコ国内で生産された超低床電車が使用されている一方、保存路面電車でもあるT3号線ではドイツから譲渡された車両が在籍している。
- T1・T2号線
  - シルクワーム - トルコのダーマズラ（Durmazlar）が開発した、同国初の国産超低床電車。T1号線には片運転台車両、T2号線には両運転台車両が導入されている[12][3][13]。
- T3号線
  - M6C - ドイツ（旧：西ドイツ）のデュワグが生産した2車体連接車。そのうちT3号線で使用されているのはボーフム（ボーフム/ゲルゼンキルヒェン市電）から譲渡された3両である[3][14]。
  - ゴータカー - ドイツ（旧：東ドイツ）のゴータ車両製造で製造された2軸車。ドイツ各都市から譲渡された車両に加え、ドイツからイスタンブールの保存路面電車（トルコ語版）を経て再譲渡されたものも存在する。2022年時点では4両が在籍する[3][15]。

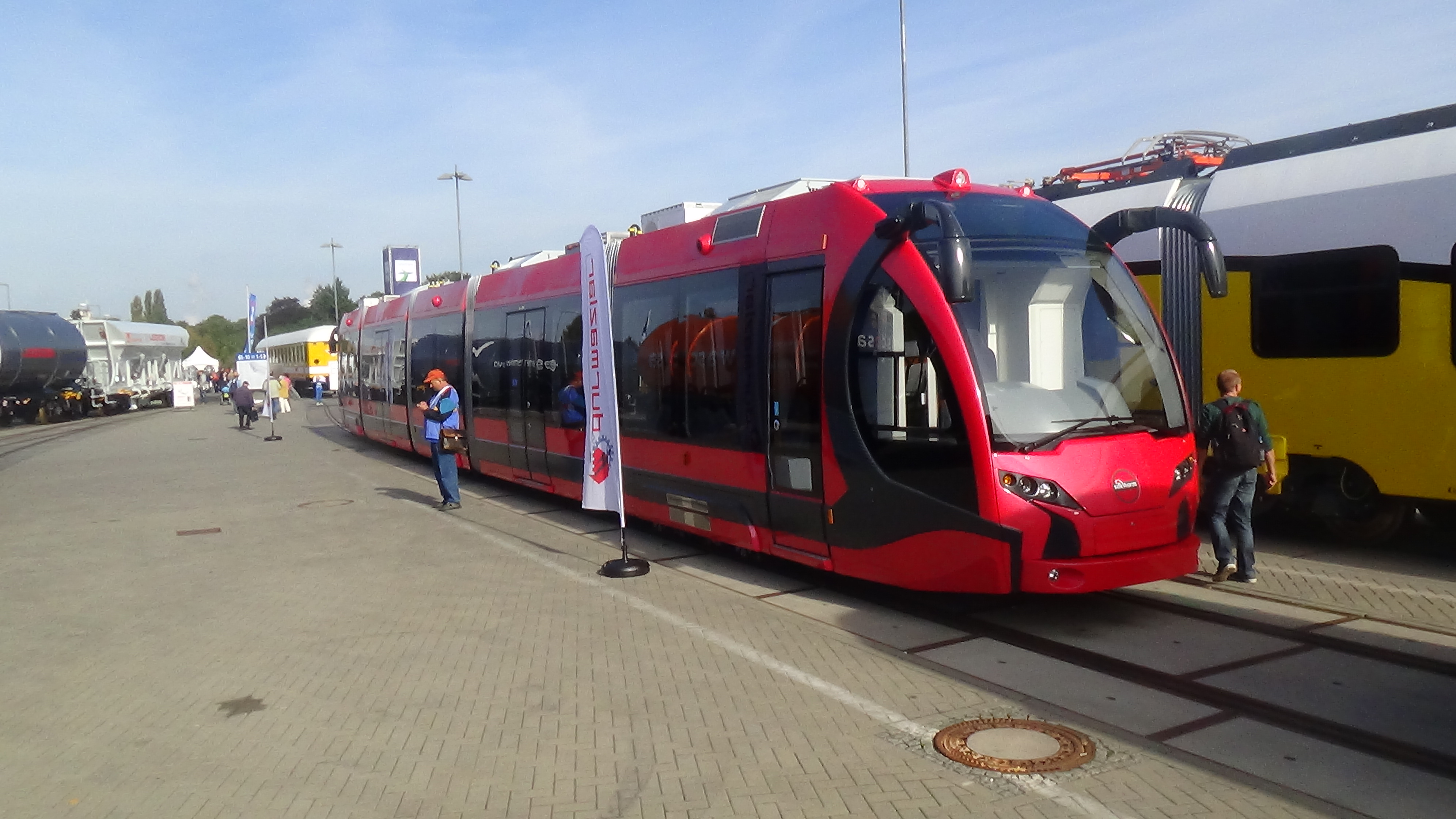
シルクワーム（イノトランス展示時） （2014年撮影）
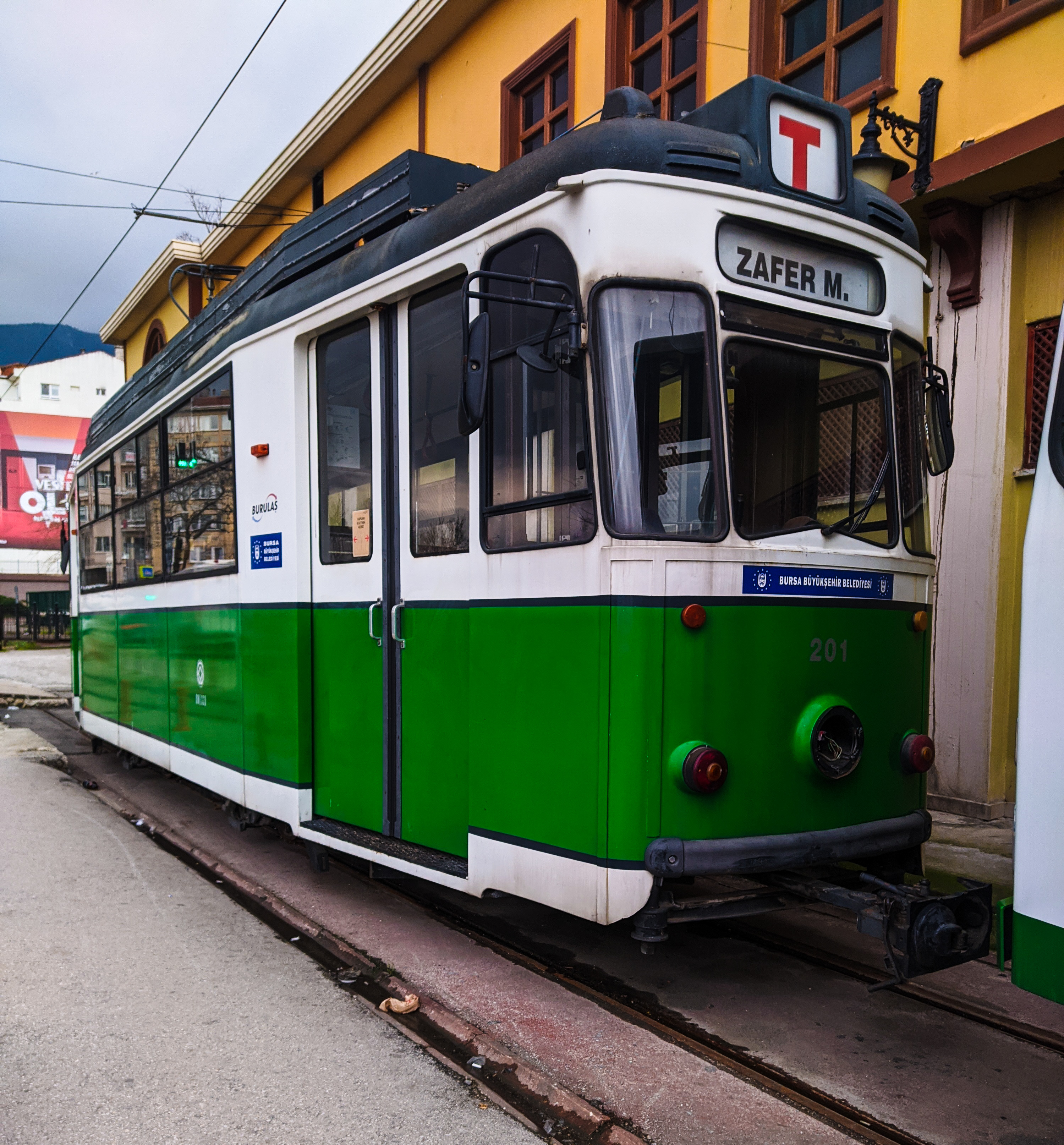
ゴータカー （2021年撮影）

| ブルトラム 車両主要諸元 | ブルトラム 車両主要諸元 | ブルトラム 車両主要諸元 | ブルトラム 車両主要諸元 | ブルトラム 車両主要諸元 | ブルトラム 車両主要諸元 |
| ----------------------- | ----------------------- | ----------------------- | ----------------------- | ----------------------- | ----------------------- |
| 形式                    | 形式                    | シルクワーム            | シルクワーム            | M6C                     | ゴータカー              |
| 使用系統                | 使用系統                | T1号線                  | T2号線                  | T3号線                  | T3号線                  |
| 編成                    | 編成                    | 5車体連接車             | 5車体連接車             | 2車体連接車             | 2軸車                   |
| 運転台                  | 運転台                  | 片運転台                | 両運転台                | 両運転台                | 両運転台                |
| 電圧                    | 電圧                    | 直流750V                | 直流750V                | 直流750V                | 直流750V                |
| 全長                    | 全長                    | 27,800mm                | 28,500mm                | 20,400mm                | 11,000mm                |
| 全幅                    | 全幅                    | 2,400mm                 | 2,450mm                 | 2,300mm                 | 2,200mm                 |
| 全高                    | 全高                    | 3,500mm                 | 3,460mm                 | 3,310mm                 | 3,400mm                 |
| 重量                    | 重量                    | 34.0t                   | 39.3t                   | 29.8t                   | 14.0t                   |
| 最高速度                | 最高速度                | 70km/h                  | 70km/h                  | 70km/h                  | 40km/h                  |
| 定員                    | 着席                    | 56人                    | 38人                    | 36人                    | 22人                    |
| 脚注・参考              | 脚注・参考              | [ 12 ] [ 3 ] [ 7 ]      | [ 12 ] [ 3 ] [ 7 ]      | [ 12 ] [ 3 ] [ 7 ]      |                         |